# Jaroszewice
Jaroszewice (prononciation : [jarɔʂɛˈvʲit͡sɛ]) est un village polonais de la gmina de Bełżyce dans le powiat de Lublin de la voïvodie de Lublin dans l'est de la Pologne.
Il se situe à environ 2 kilomètres à l'est de Bełżyce (siège de la gmina) et 22 kilomètres à l'ouest de Lublin (siège du powiat et capitale de la voïvodie).
Le village comptait approximativement une population de 409 habitants en 2009.

## Histoire
De 1975 à 1998, le village est attaché administrativement à l'ancienne Voïvodie de Lublin.

Depuis 1999, il fait partie de la nouvelle voïvodie de Lublin.